# 王蒙 (小説家)
王 蒙（おう もう、1934年10月15日 - ）は、中華人民共和国の小説家、文芸批評家、政治家。
代表作に小説『青春万歳』『活動變人形』。中国作家協会名誉副主席を務めるほか、中国人民解放軍芸術学院、南京大学、浙江大学、上海師範大学、華中師範大学、新疆大学、新疆師範学院、中国海洋大学、安徽師範大学の兼任教授である。
中共第十二回、十三回中央委員。第八、九、十回全国政協常委。元中華人民共和国文化部部長（文化相）、中国海洋大学文学院院長。

## 略歴
河北省南皮県の人。祖籍は河北省滄州。1934年10月15日に北平市に生まれる。父は北京大学の教員で、母は北平の小学校の教師。1940年に北京師範学校附属小学に入学した。
1945年に私立平民中学に入学した。この頃、中国共産党が指導した革命運動に参加した。
1948年10月至1950年5月、中国共産党に入党。中国共産主義青年団中央団校に進学。
1955年、処女短篇小説『小豆兒』を発表。
1956年、処女長篇小説『青春万歳』を発表。
1956年、「百花斉放・百家争鳴」に呼応した官僚主義批判の小説『組織部に新しく来た青年』で注目される。
1957年、右派分子とされる。
1958年から1962年まで、北京郊区に下放され労働改造を受ける。
1962年、北京師範学校で教職に就く。
1963年至1978年、新疆伊犁伊寧市と伊寧県の巴彦岱鎮巴彦岱公社二大隊に入隊。
1978年、北京市に戻り、中国作家協会北京分会に配属される。
1979年6月、北京市文聯專業作家、中国作協北京分会副主席、分党組成員、副秘書長となる。
1986年、中国共産党中央委員に当選。中国作家協会副主席、書記処書記。6月、中華人民共和国文化部部長（文化相）に昇格、1989年退任。
2002年、中国海洋大学文学院院長に当選。
2005年の全国政協第十回全国委員会常務委員会第八次会議で全国政協文史と学習委員会主任に選出された。
2006年11月の第七次全国作代会で中国作家協会名誉副主席に選出。
2010年5月、中国伝媒大学学長の蘇志武氏により名誉教授の称号を授与された。5月22日、紹興文理学院に名誉教授の称号を授与された。
2011年12月1日、武漢大学党委書記の李健により文学院名誉院長と客員教授の称号を授与された。
2012年12月、東北師範大学より客員教授の称号を授与された。
2013年5月、伊犁師範学院より客員教授の称号を授与された。
2015年、長編小説『這辺風景（こちらの風景）』で中国文学の最高権威第九回茅盾文学賞を受賞。

## 作品

### 長篇小説
- 『青春万歳』
- 『活動變人形』
- 『戀愛的季節』
- 『狂歡的季節』
- 『失態的季節』
- 『清狐』
- 『王蒙説』
- 『躊躇的季節』
- 『這辺風景』

### 短篇小説集
- 『小豆兒』
- 『組織部新来的青年人（組織部に新しく来た青年）』
- 『名医梁有志伝奇』
- 『冬雨』
- 『説客盈門』
- 『相見時難』
- 『深的湖』
- 『心的光』
- 『夜的眼』
- 『雪球集』
- 『蝴蝶』
- 『夜雨』
- 『眼睛』

### 散文集
- 『德美両国紀行』
- 『桔黄色的夢』
- 『蘇聯祭』
- 『訪日散記』
- 『印度記行』
- 『我愛非洲』

### 詩歌
- 『旋轉的秋天』
- 『西藏的遐思』

### 評論
- 『紅楼啓示錄』
- 『王蒙談創作』
- 『漫談小説創作』
- 『我的人生哲学』

## 受賞
- 1978年、短篇小説『隊長、書記、野猫和半截筷的故事』『最宝貴的』、全国優秀短篇小説賞。
- 1979年、短篇小説『歌神』『友人如姻』『悠悠寸草心』、全国優秀短篇小説賞。
- 1980年、短篇小説『説客盈門』『買買提處長軼事』『春之声』全国優秀短篇小説賞。『風箏飄帶』、北京文学賞。
- 1982年、中篇小説『相見時難』、全国第二回1981年－1982年中篇小説賞。
- 1983年、短篇小説『青竜潭』『黄楊樹根之死』『木箱深處的紫綢花服』『哦、穆罕默德阿麦德』『好漢子伊斯麻爾』『葡萄的精霊』、第一回* * 1983年－1984年短篇小説百花賞。『漫話文学創作特性探討中的一些思想方法問題』、第一回上海文学賞。
- 1984年、『対於現實生活的反映、反応和呼喚』、『光明日報』優秀理論文章一等賞。散文『塔什干晨雨』『訪蘇心潮』、全国第三回1984年－1985年報告文学賞。
- 1986年、中篇小説『名医梁有志传奇』、全国伝奇文学賞。長篇小説『青春万歳』、人民文学賞。
- 1989年、短篇小説『堅硬的稀粥』、第四回1989年—1990年短篇小説百花賞。『初春回旋曲』『神鳥』『紙海勾沈至尹薇薇』、第四回1988年—1990年『十月』文学賞。
- 2014年、第二回林斤瀾短篇小説賞の杰出短篇小説作家賞。
- 2015年、『這辺風景』、茅盾文学賞。

## 日本語訳
- 王蒙「組織部来了個年軽人」に描かれた「官僚主義」について、近藤正義、『中国言語文化研究』第9号
- 相浦杲訳『胡蝶』（みすず書房、1981年8月）
- 市川宏・牧田英二訳『現代中国文学選集１　王蒙　淡い灰色の瞳・他』（徳間書店、1987年10月）
- 李海、堤一直訳『青春万歳』（潮出版社、2024年7月）